# Philibert Jacques Melotte
Philibert Jacques Melotte (Londra, 29 gennaio 1880 – 30 marzo 1961) è stato un astronomo britannico.
Nacque a Londra, nel quartiere di Camden Town, da genitori che erano emigrati dal Belgio.

## Attività
Nel 1908 scoprì una luna di Giove, nota oggi con il nome di Pasiphaë. Allora essa era indicata semplicemente con "Jupiter VIII", e non le fu dato il nome attuale fino al 1975.
L'asteroide 676 Melitta, l'unico che scoprì, è chiamato così in suo onore. Il suo nome è infatti la forma attica del greco Melissa, l'ape, ma la sua somiglianza con il nome dello scopritore non è certo fortuita.
Melotte fu premiato con la Jackson-Gwilt Medal della Royal Astronomical Society nel 1909.
Nel 1915 pubblicò il suo catalogo di 245 ammassi globulari e aperti.
L'importante ammasso stellare nella Chioma di Berenice è normalmente designato come Mel 111 perché è apparso nel suo Catalogo Melotte del 1915, ma non era presente nel famoso Catalogo di Messier degli oggetti del profondo cielo e nemmeno nel New General Catalogue perché non era ancora stato riconosciuto come un vero ammasso fino alla conferma nel 1938 da parte dell'astronomo Robert Julius Trumpler.